# Aníbal Cavaco Silva
Aníbal Cavaco Silva (sinh ngày 9 tháng 3 năm 1939) là nhà kinh tế học, cựu Thủ tướng và là Tổng thống thứ 19 của Cộng hòa Bồ Đào Nha. Ông đã chiến thắng trong cuộc bầu cử tổng thống ngày 22 tháng 1 năm 2006 và chính thức nhậm chức ngày 9 tháng 3 năm 2006 và phục vụ đến ngày 9 tháng 3 năm 2016. Ông là thành viên đảng Dân chủ Xã hội và là hội viên của Câu lạc bộ Madrid.
Ông từng làm Thủ tướng Bồ Đào Nha gần 10 năm, từ 6 tháng 11 năm 1985 đến 28 tháng 10 năm 1995. Đây là khoảng thời gian nắm quyền dài nhất kể từ khi chức vụ Thủ tướng được bầu một cách dân chủ trong lịch sử.